# Voerendaal
Voerendaal (en limburgués: Voelender) es un municipio y una localidad de la Provincia de Limburgo al sureste de los Países Bajos.